# Socca
Pour les articles ayant des titres homophones, voir Soca et Sōka.
 (octobre 2022).
Si vous disposez d'ouvrages ou d'articles de référence ou si vous connaissez des sites web de qualité traitant du thème abordé ici, merci de compléter l'article en donnant les références utiles à sa vérifiabilité et en les liant à la section « Notes et références ».
La socca est une spécialité culinaire traditionnelle de la cuisine niçoise, à base de farine de pois chiche et d'huile d'olive, cuite et dorée au four à bois, consommée en particulier à Nice,, Menton, Antibes et Cannes. On trouve des préparations similaires comme la farinata de la cuisine italienne (Ligurie, Toscane, Ombrie) ou la belecàuda (« belle et chaude ») dans le sud du Piémont, ou la cade (aphérèse du provençal pascada) dans la région de Toulon et d'Hyères dans le Var.
On retrouve aussi un plat similaire en Algérie, la karantika, ainsi qu'au Maroc sous le nom de kalanti dans la région de Tanger et Tétouan. Il est appelé karan dans la région d'Oujda. Les colons espagnols ont introduit ce plat de la cuisine de rue en Afrique du Nord.

## Présentation
La socca est préparée sous la forme d'une grande crêpe épaisse (ou fine galette) cuite et dorée traditionnellement au four à bois dans un « plat à socca » huilé (grande plaque ronde en cuivre étamé, variante des poêle ou crêpière) avec une couleur jaune orangé, légèrement brûlée par endroits, servie en morceaux découpés à la spatule.

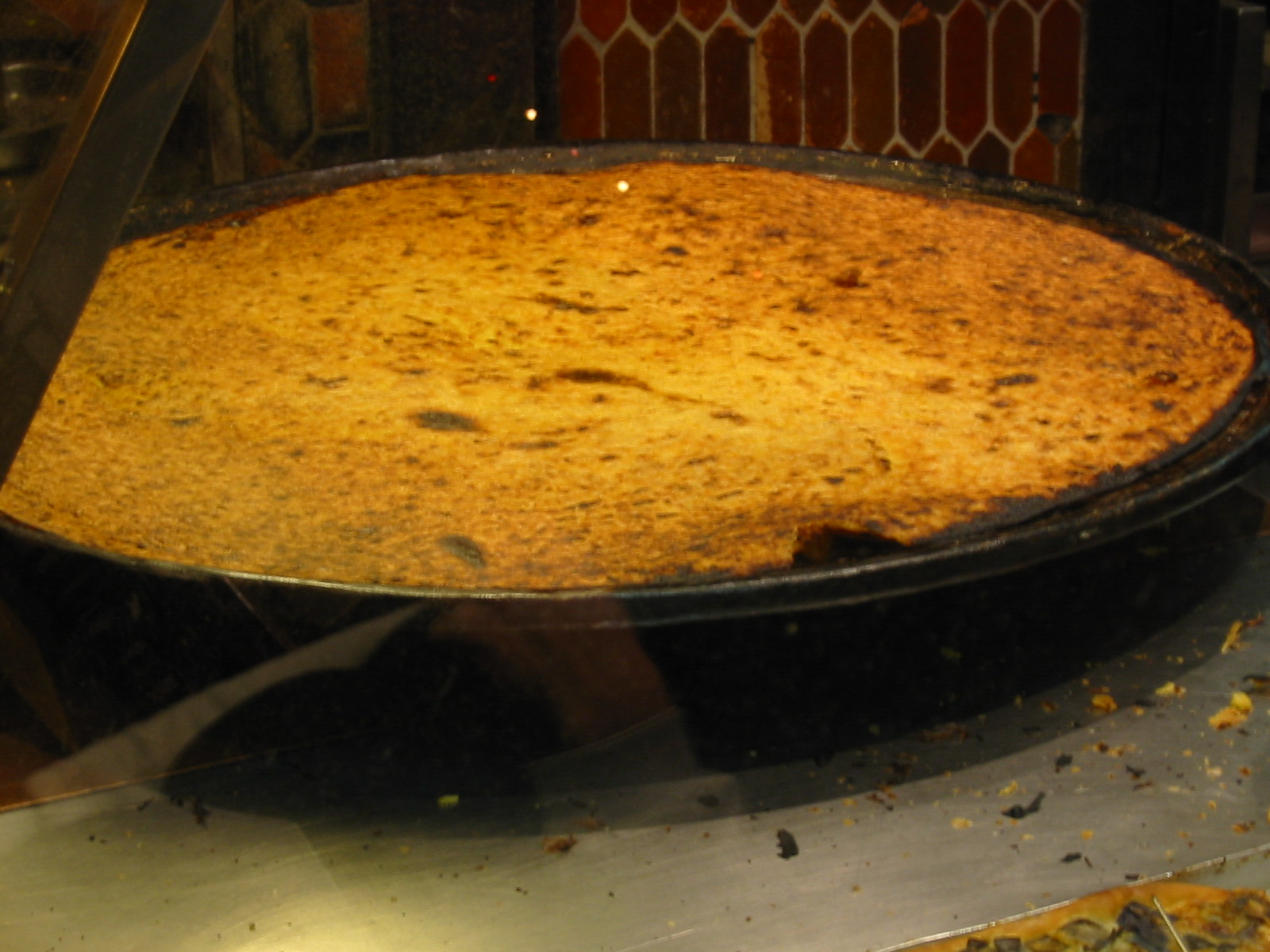
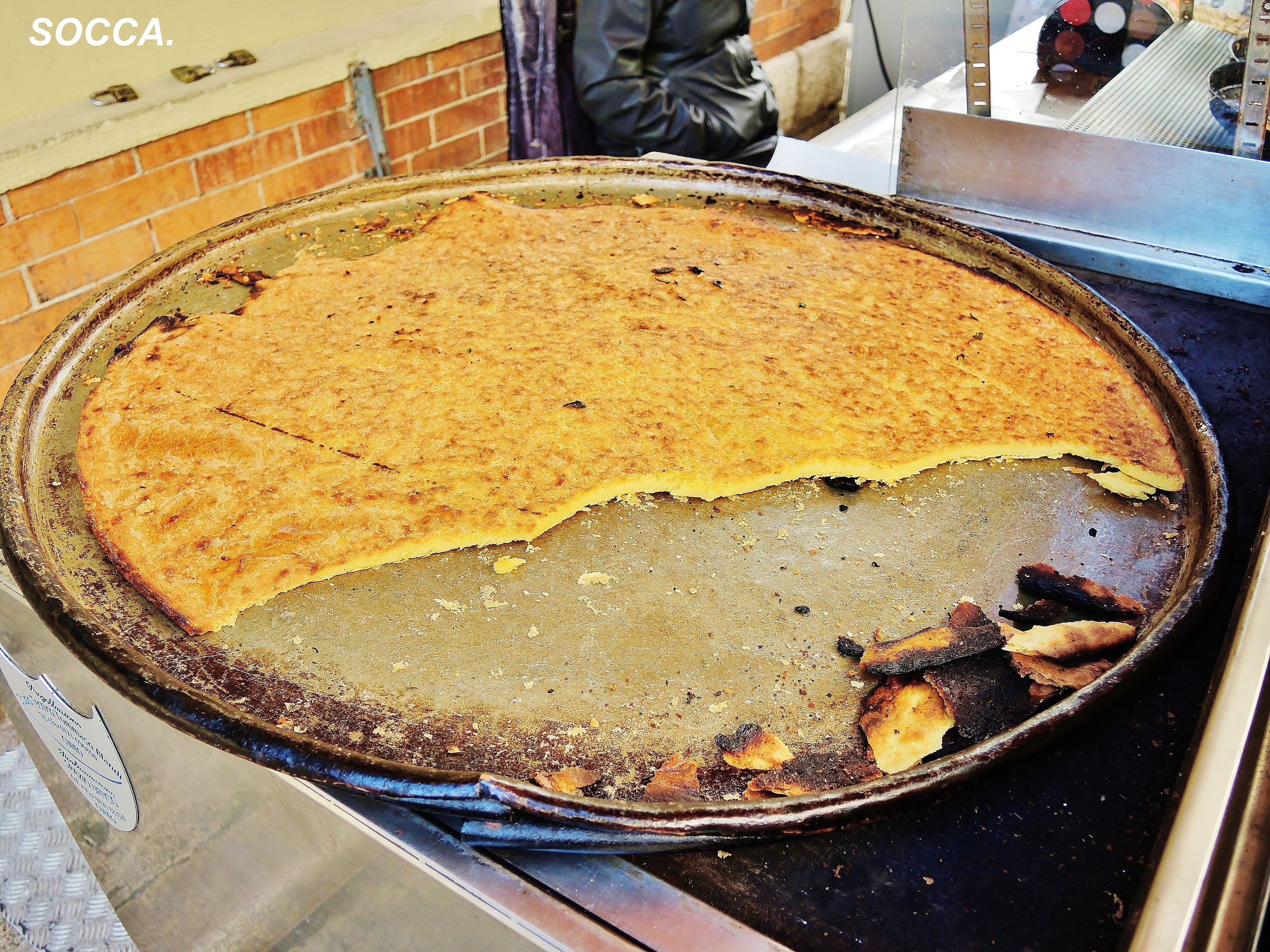
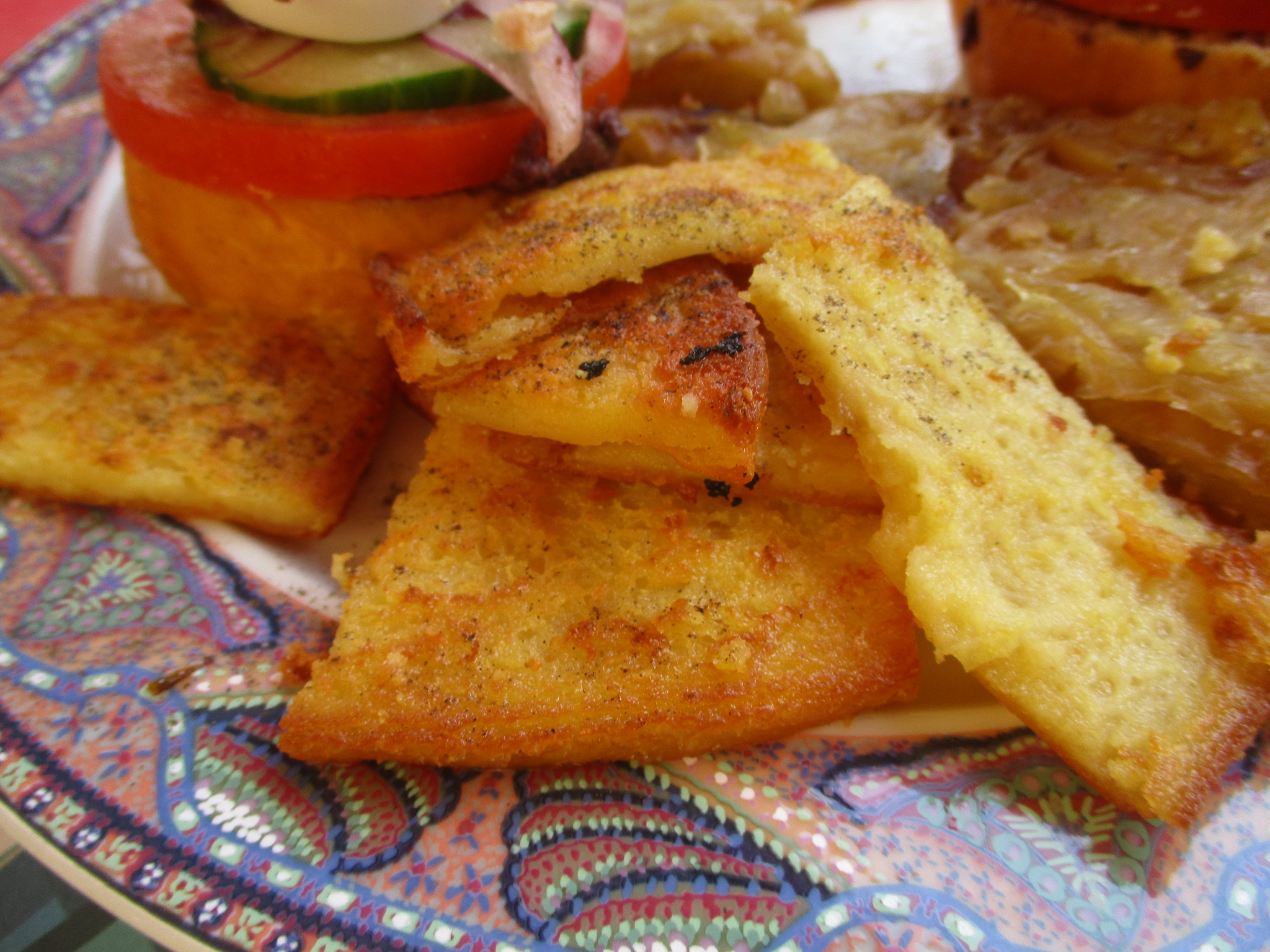

## Histoire

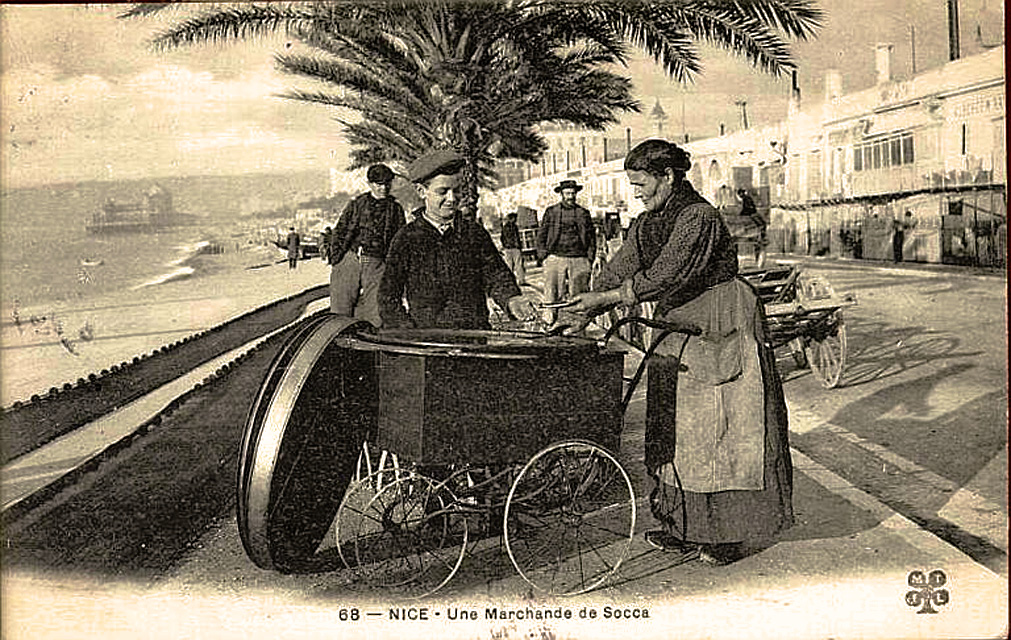
Marchande ambulante de socca du Vieux-Nice du début du XXe siècle.

La cuisine au four à bois à base de pois chiches concassés ou de farine de pois chiche et d'huile d'olive (à l'image des falafels de la cuisine levantine) remonte aux origines de l'invention de l'agriculture il y a plus de 8 000 ans, dans la région du croissant fertile du Levant au Proche-Orient, en Mésopotamie, et en Égypte (histoire du pois chiche et histoire de l'huile d'olive),.
Les Sarrasins auraient introduit des fritures de pois chiche dans le sud de l'Italie lors de leurs conquêtes de l'Empire carolingien, en particulier en Sicile où les panelles  (en forme de petits rectangles) sont attestées dès le IXe siècle. La farine de pois chiche devient alors la base de nombreuses recettes de fritures diverses des cuisine sicilienne et cuisine napolitaine.

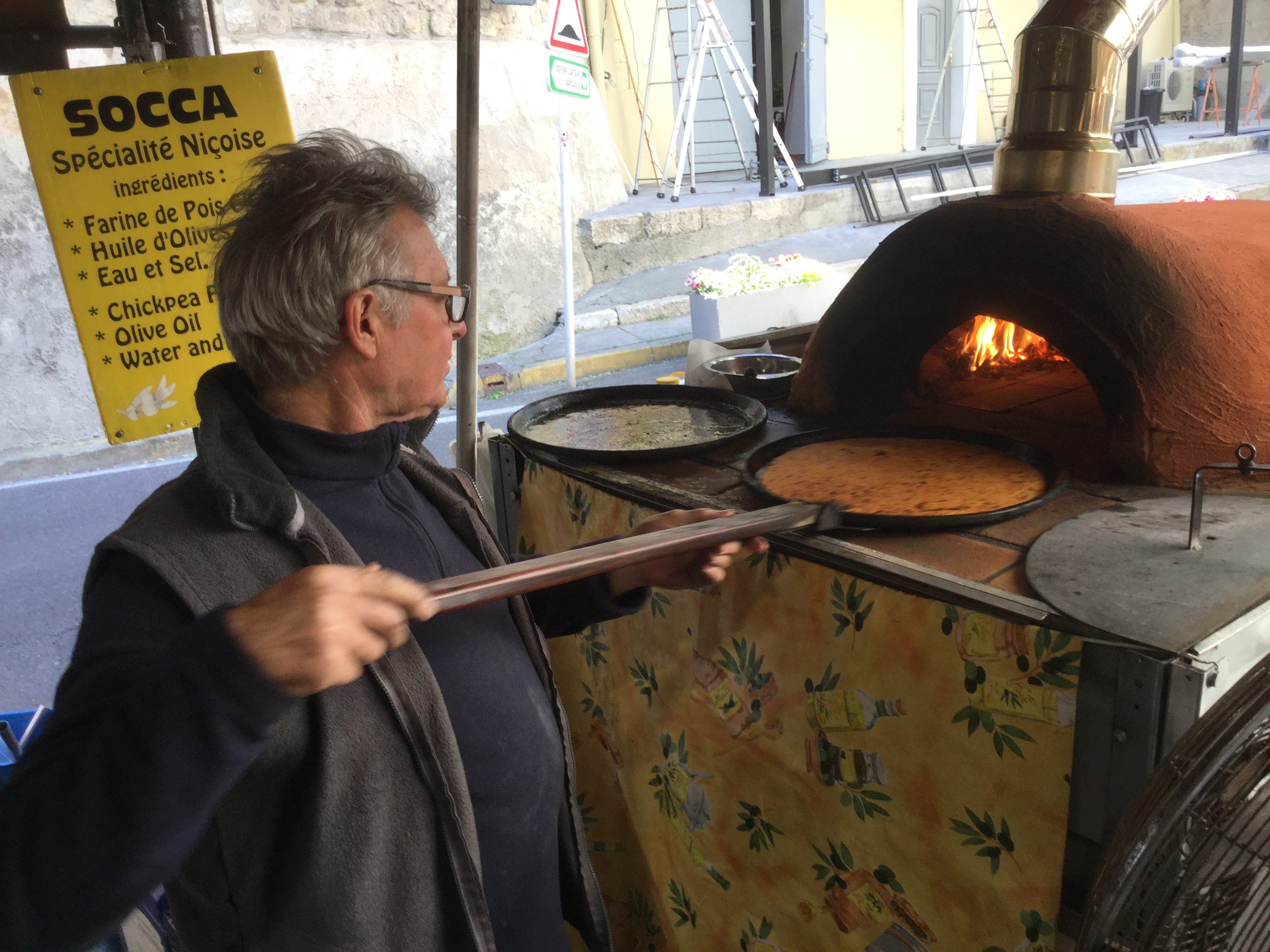
Socca cuite au four à bois ambulant du marché provençal d'Antibes.

Au Moyen Âge, les fritures de pois chiche ont un tel succès qu'elles prennent finalement en Ligurie la forme d'une large galette, tout en conservant la base de la recette (farine frite à l'huile d'olive, le tout salé et épicé). La production de farine de pois chiche est réglementée à Gênes dès le XVe siècle. La fainâ de çeixai (nom de la spécialité en génois, farinata, en italien) est consommée dans des locaux appelés sciamadda. Ces lieux caractéristiques aujourd’hui quasiment disparus sont loués par de nombreux artistes, comme l'auteur-compositeur Fabrizio De André.

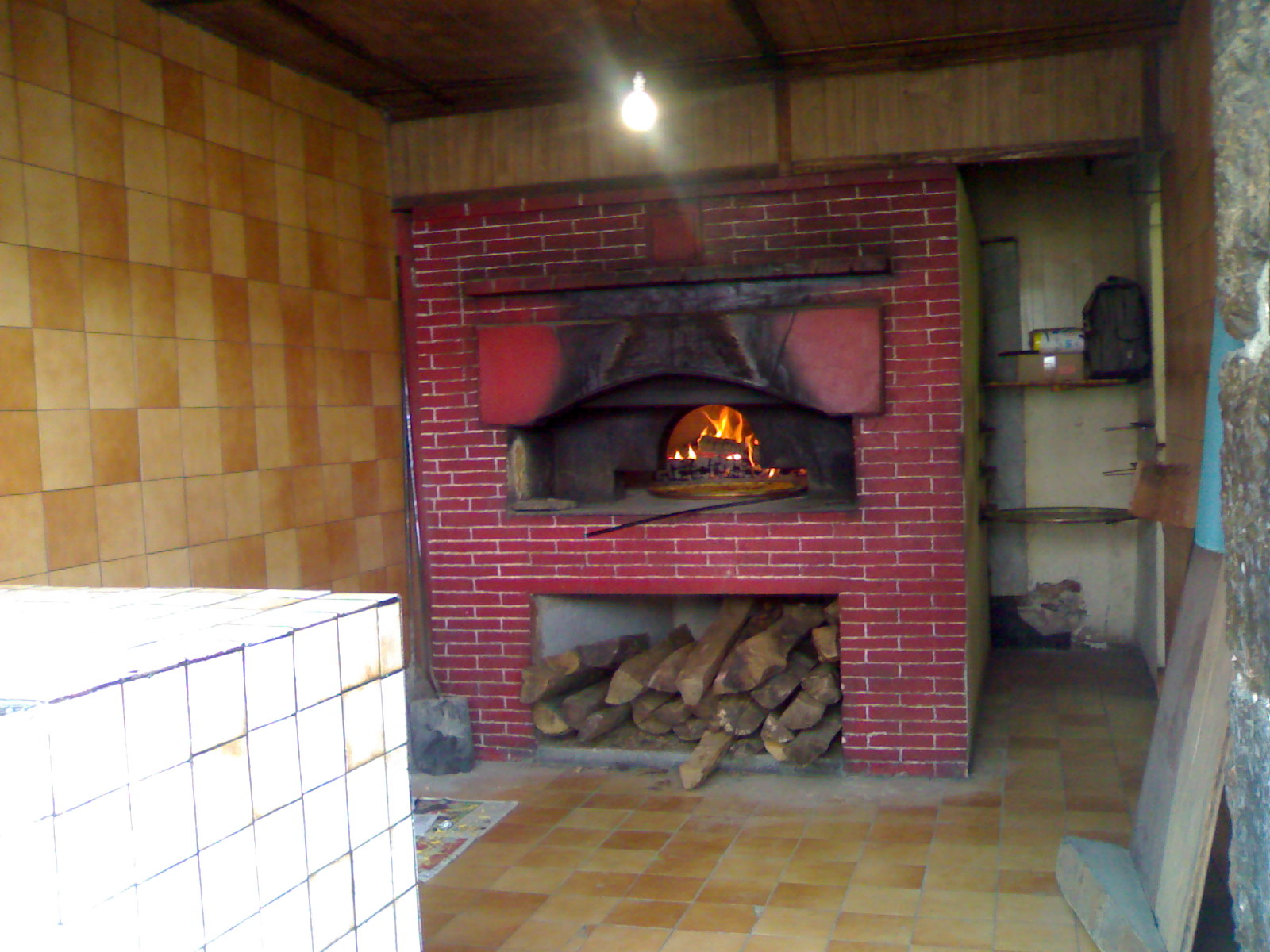
Four à bois à cade toulonnais.

Cette spécialité est introduite très tôt en Sardaigne sous le nom de fainè genovese ou juste fainà, en particulier à Sassari du fait de la forte présence des Génois. La « zocca » de la région de Livourne ressemble sensiblement à la socca niçoise.
Sur la Côte d'Azur, elle est vendue par des marchands ambulants qui la cuisent sur place et la vendent dans de traditionnels cônes en papier, ou à la table de quelques bars-restaurants de cuisine traditionnelle, par exemple sur les marchés du Cours Saleya, dans les échoppes du Vieux-Nice, la taverne la plus connue étant jusqu'aux années 1990 la célèbre Cave Ricord, place Garibaldi, dans le quartier du port Lympia de Nice, à Menton la socca était  fabriquée dans un four à bois de la vieille ville (rue Longue)  transportée sur une petite charrette à bras avec de la braise et vendue durant plus de cinquante ans (1917-1970) par la célèbre Tatouna, ou sur le cours Lafayette de Toulon.
Avec ses riches qualités nutritionnelles, elle pouvait être consommée en casse-croûte par des travailleurs du matin, par les pêcheurs niçois, ou faire office de repas du pauvre du fait de son prix modeste. Elle est à présent traditionnellement dégustée à l'apéritif ou en entrée, ou comme plat principal pour un déjeuner pris sur le pouce, généralement accompagnée d'un verre de vin rosé de Provence frais, ou de pastaga.

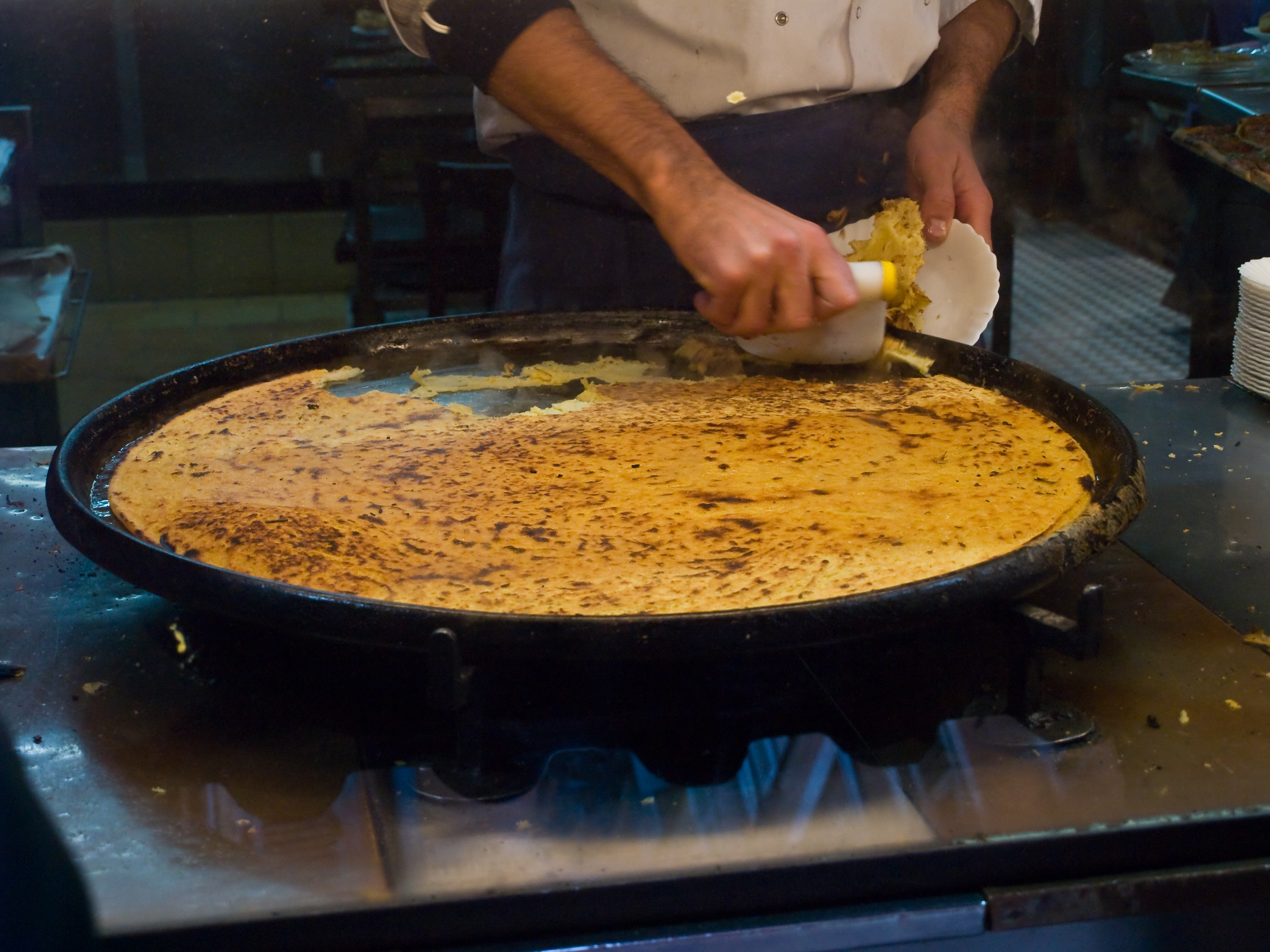
Socca servie chaude à la sortie du four, dans le Vieux-Nice.

La cade est originaire du Var, consommée à l'origine pour Pâques, elle prend le nom de « pascade » qui deviendra « cade ». Elle se répand à Toulon sous le Premier Empire, lorsque l’empereur Napoléon Ier fit venir de nombreux ouvriers pour reconstituer sa marine de guerre impériale et revitaliser les chantiers de constructions navales de l'arsenal de Toulon.

## Consommation

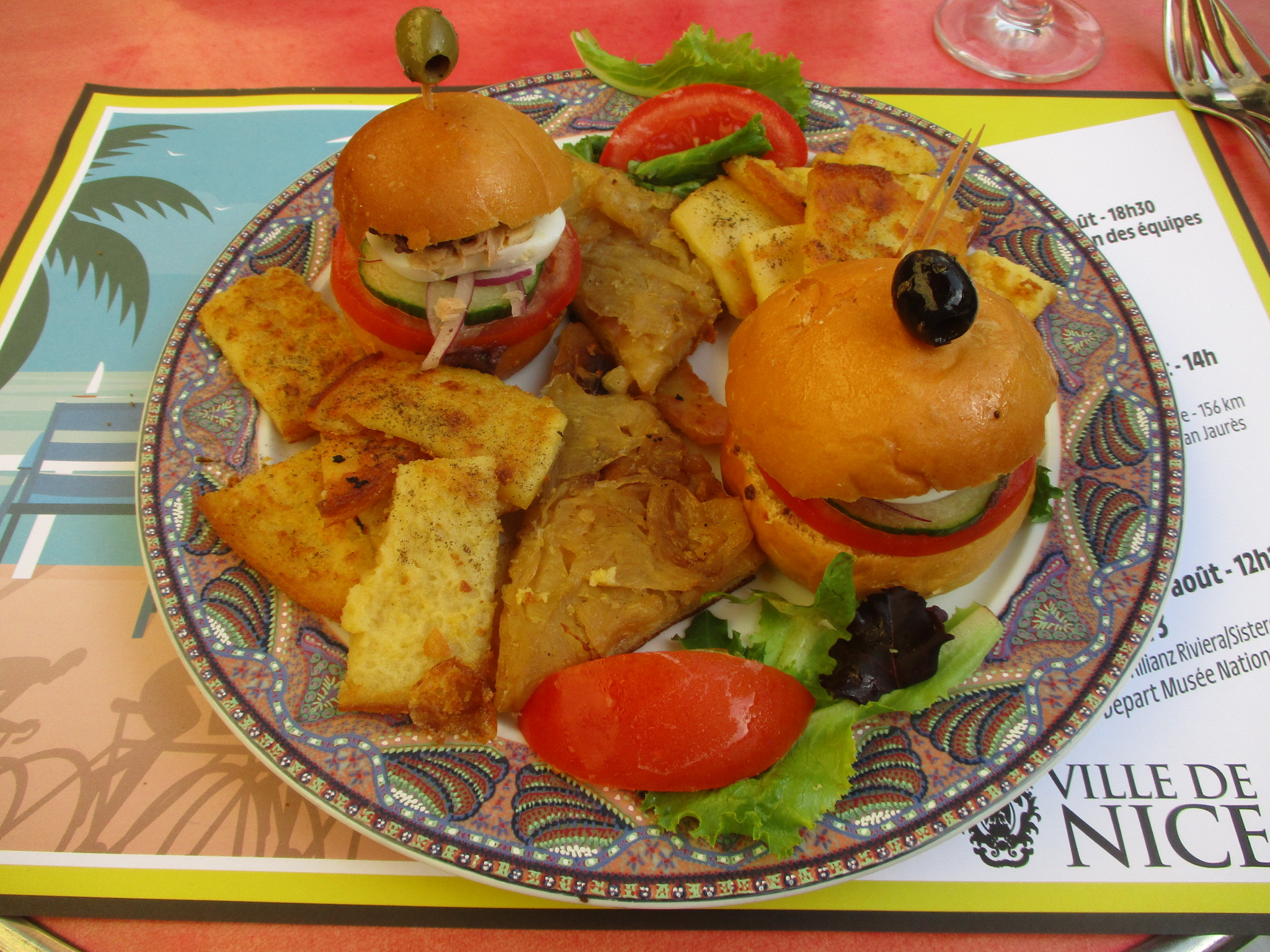
Assiette composée de socca, avec pissaladière et pan bagnat, d'un bar-restaurant du Vieux-Nice.

La socca se mange chaude, si possible sur place juste à la sortie du four, éventuellement relevée au poivre. Ses caractéristiques gustatives proviennent d'une double sensation née de son mode de cuisson : à la fois croustillante et craquante (sur sa surface saisie au-dessus) et très moelleuse au-dessous. Une fois refroidie, elle se solidifie et, par sa nature un peu grasse, perd rapidement ses qualités gustatives.

## Environnement culinaire
La socca fait partie des spécialités culinaires populaires traditionnelles locales et typiques de base de la cuisine niçoise, avec entre autres le pan bagnat, les petits farcis, la salade niçoise, la fougasse, les beignets de fleurs de courgette, la ratatouille ou la pissaladière.

## Variante dans le monde
- Europe :
  - dans le Var, la cade ;
  - dans les Alpes-Maritimes, la socca ;
  - en Ligurie, connue sous le nom de farinata ou farinata di ceci, elle est très présente sur toutes ses Rivieras, de Vintimille à La Spezia. Elle se décline aussi accommodée de cébette, poutine, pesto, courgettes ;
  - à Sassari, en Sardaigne, elle rappelle les origines génoises de la ville avec le nom de fainé ;
  - en Sicile existe une variante appelée panelle ;
  - en Toscane, elle porte le nom de cecina ou farinata. À Livourne, elle prend le nom de torta di ceci et rentre dans la composition du sandwich 5 e 5 ;
  - à Gibraltar, introduite par une colonie génoise au XVIIIe, c'est un plat national connu sous le nom de calentita.

- Afrique :
  - en Algérie, on connaît aussi une préparation analogue du nom de karantika ou garantita, mais à la saveur différente puisqu'on y met du cumin et parfois des œufs.

- Amérique du Sud :
  - en Uruguay et en Argentine, exportée par les colons génois, elle est appelée sous le nom de fainâ. Avec le temps elle est devenue un plat typique des deux rives du Río de la Plata, mais y est souvent servie froide.

- Asie : 
  - en Inde, il existe une variante aux épices appelée besan ka chilla.